# Cratere Tansen
Tansen  è un cratere sulla superficie di Mercurio.